# Fukushima

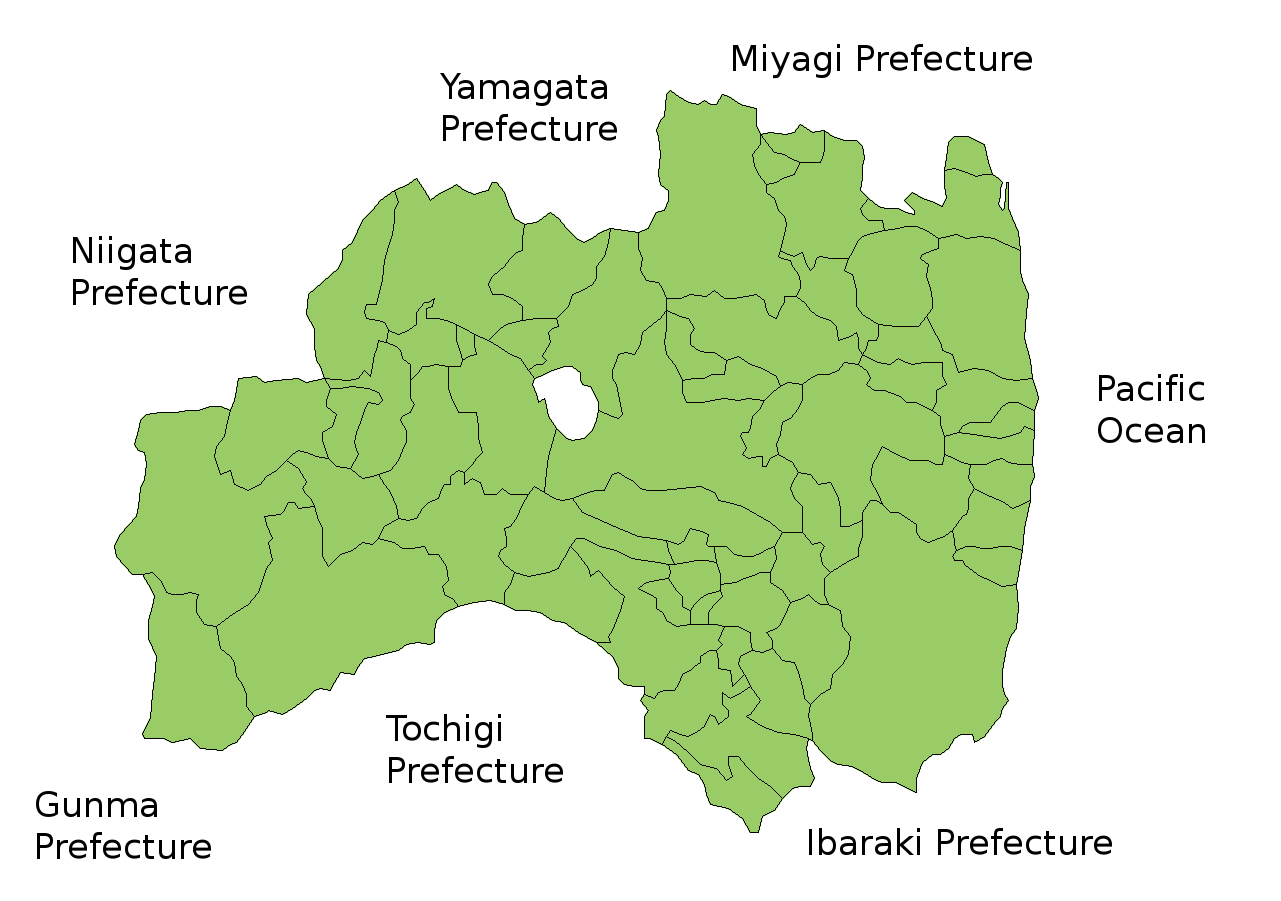
Mapa da prefeitura de Fukushima

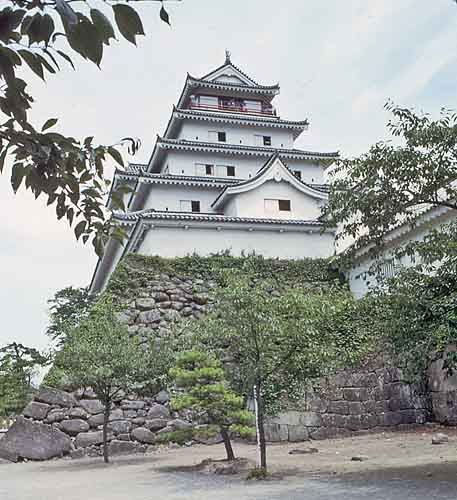
Castelo em Aizuwakamatsu

Fukushima (福島県, Fukushima-ken) é uma prefeitura do Japão localizada na região de Tohoku, na ilha de Honshu. A capital é Fukushima.

## História
A prefeitura de Fukushima pertencia à província histórica de Mutsu. Esta região do Japão é também conhecida como Michinoku ou Ōshū.
Acredita-se que os primeiros habitantes de Fukushima tenham se estabelecido há mais de 100 mil anos, embora as evidencias mais concretas surjam apenas a partir de 10 mil anos atrás.
A Barreira Shirakawa a Bareira Nakoso foram construídas por volta do século V para proteger o Japão civilizado dos bárbaros do norte. A província de Mutsu surgiu com as Reformas Taika em 646.
A região começou a ganhar importância nos séculos IX a XII como um dos centros da cultura budista. Vários templos de Fukushima foram erguidos nesta época.
No século XII, com o inicio do governo controlado pela casta dos guerreiros, estabeleceram-se às primeiras famílias (Ashina, Date e Soma) de guerreiros a controlar a região.
Mas tal domínio durou pouco. A guerra civil que varreu o Japão nos séculos 15 e 16 mudou o panorama do poder e Fukushima ficou sob controle de vários lordes, até que, com a ascensão dos Tokugawa ao poder, a família do Xogum colocou dois de seus membros na região, especificamente em Aizu e Shirakawa, para controlar todo o nordeste do pais.
Em particular, a família Matsudaira do feudo de Aizu foi sempre um aliado do Xogum até a sua queda em 1868 por causa da Restauração Meiji, marcada por incontáveis tragédias, como a do Byakkotai, a Tropa do Tigre Branco.
Depois desse período turbulento, o governo Meiji dividiu a região em três prefeituras (Fukushima, Wakamatsu e Iwasaki), que depois foram aglutinadas e deram origem à atual de Fukushima.
Atualmente, a prefeitura possui uma economia em expansão, aliando a modernidade das duas industrias de ponta com a tradição da sua cultura.

### Terremoto de 2011 e Acidente Nuclear em Fukushima I
Devido ao terremoto de 8,9 pontos na escala Richter, de 11 de março de 2011, que abalou a região de Tohoku e o tsunami que se seguiu logo depois, a prefeitura sofreu danos substanciais e uma atenção especial. O terremoto abalou a estrutura da Central Nuclear de Fukushima I, causando um grave acidente nuclear.

## Geografia
A prefeitura de Fukushima é a que se situa mais a sul da região de Tohoku, e a que mais perto está de Tóquio. Está dividida  por cordilheiras de montanhas em três regiões (de Oeste para Este): Aizu, Nakadori, e Hamadori. A zona costeira de Hamadori, junto ao Oceano Pacífico, é a região mais plana e temperada, enquanto que Nakadori é o seu centro agrícola e onde se situa a capital, Fukushima; Aizu é montanhosa, com vários lagos e invernos rigorosos.

### Cidades
| - Aizuwakamatsu - Fukushima (Capital) - Haramachi - Iwaki | - Kitakata - Koriyama - Minamisoma - Namie - Nihonmatsu | - Shirakawa - Soma - Sukagawa - Tamura |

### Distritos
| - Distrito de Adachi - Distrito de Date - Distrito de Futaba - Distrito de Higashishirakawa - Distrito de Ishikawa | - Distrito de Iwase - Distrito de Kawanuma - Distrito de Kitaaizu - Distrito de Minamiaizu - Distrito de Nishishirakawa | - Distrito de Onuma - Distrito de Souma - Distrito de Tamura - Distrito de Yama |

### Fusões

#### Fusão de Tamura
A 1 de Março de 2005 as cidades de Funehiki, Ogoe, Takine, e Tokiwa, bem como a aldeia de Miyakoji, todas do distrito de Tamura, foram unidas, de forma a criar a cidade de Tamura.

#### Expansão de Aizuwakamatsu
A 1 de Novembro de 2004 a antiga aldeia de Kitaaizu do antigo distrito de Kitaaizu (dissolvido por esta fusão) fundiu-se na cidade expandida de Aizuwakamatsu.

## Economia

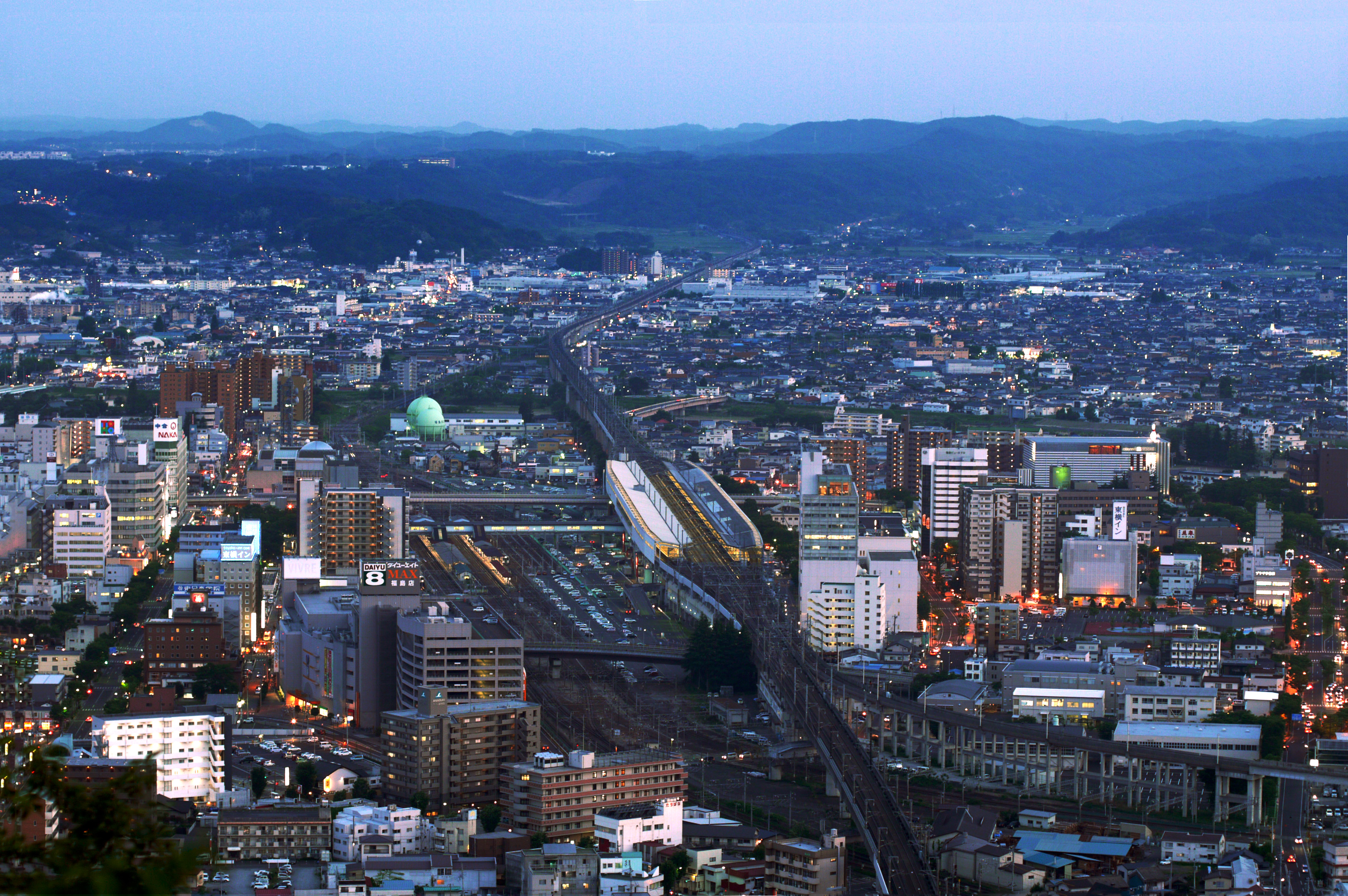
Vista da cidade de Fukushima

A região costeira é, tradicionalmente, especializada na pesca e tem uma importância relevante na produção de energia eléctrica, particularmente através das suas centrais nucleares. As regiões mais altas baseiam sua economia na agricultura. A capital da região é particularmente vocacionada para a produção de software e dispositivos electrónicos. Em março de 2011, a prefeitura produzia 20,6% dos pêssegos do Japão e 8,7% dos pepinos.

## Cultura
Na guerra civil japonesa ocorrida no final do séc XIX, foram criadas em Fukushima varias divisões de guerreiros, quatro delas adotando o nome dos deuses Seiryu, Suzaku, Byakko e Genbu.
Justamente o Byakko-tai, ou “grupo Byakko” tinha como integrantes jovens com idade entre 16 e 17 anos.
Em determinado momento da guerra o Byakko-tai partiu para a batalha em defesa do castelo de Fukushima (Tsuruga-jo). Mesmo lutando bravamente, não tinham muita experiência e foram forçados a refugiarem-se numa montanha de onde os membros que se salvaram avistaram muita fumaça próximo ao Castelo e concluíram precipitadamente que o exército de Fukushima havia sido derrotado e que o Castelo fora incendiado. Escolheram então a morte pelas próprias mãos a serem capturados pelo inimigo.
Apesar de ter um final trágico, a história do Byakko-tai é sempre lembrada com muito orgulho pela bravura e dedicação destes jovens guerreiros.
Existe uma lenda que diz que um ogro, Adachigahara, andava pelas planícies que depois receberiam seu nome. As planícies de Adachigahara encontram-se perto da cidade de Fukushima.

## Turismo

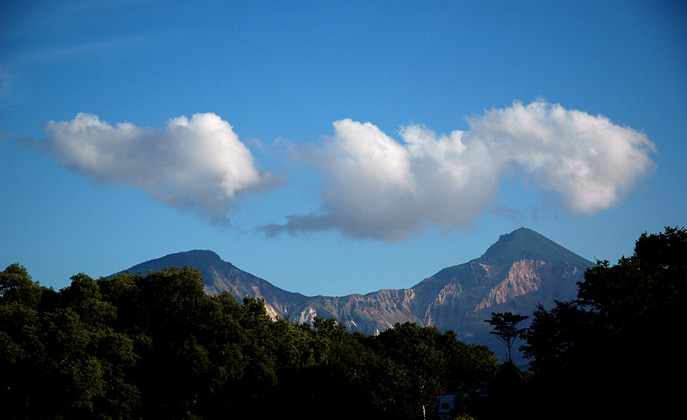
Monte Bandai

- Aizuwakamatsu é o lugar onde ocorreu uma importante batalha da Guerra Boshin, duranteo qual dezenove menbros do Byakkotai cometeram o rital do seppuku (suicídio). Os seus túmulos no Monte Iimori são uma atração turística popular.
- Kitakata é muito conhecido por seu lamen e por suas construções tradicionais bem preservadas, enquanto Ouchijuku, na cidade de Shimogo, preserva muitas construções de palhas do Período Edo.
- O Monte Bandai, no Parque Nacional Bandai-Asahi, teve uma erupção em 1888, criando uma grande cratera e inúmeros lagos, incluindo o Lago de Cinco Cores (Goshiki-numa). A região é popular entre alpinistas e esquiadores.

### Festivais e eventos
- Festival de Nomaio de Soma - acontece entre 23 e 25 de julho[6]
- Festival Waraji (わらじまつり, Waraji Matsuri) da cidade de Fukushima - ocorre na primeira semana de agosto[7]
- Festival Aizu (会津まつり, Aizu Matsuri) de Aizuwakamatsu - acontece entre 20 e 25 de setembro[8]
- Festival de Luta (けんか祭り, Kenka Matsuri) de Iizaka - acontece em outubro[9]
- Festival das lanternas (提灯祭り, Chōchin Matsuri) de Nihonmatsu - ocorre entre 4 e 6 de outubro[10]
- Exibição de bonecas de crisântemo (二本松の菊人形, Nihonmatsu no Kiku Ningyō) de Nihonmatsu - acontece entre 1° de outubro e 23 de novembro[11]

## Nativos célebres
- Mazie K. Hirono, atual representante dos Estados Unidos e ex-governador do Havaí, nasceu na prefeitura de Fukushima em 1947 e se mudou para o Havaí em 1955.
- Hideyo Noguchi, o médico que contribuiu no combate à sífilis e à febre amarela. O governo japonês criou o prêmio Hideyo Noguchi para a África, em sua homenagem. Foi concedido pela primeira vez em maio de 2008.[12]
- Seishiro Okazaki (1890 – 1951) foi um lutador marcial nipo-americano e fundador do jujitsu Danzanryu. Nascido em Kakeda, Fukushima, ele migrou para o Havaí em 1906.
- Junko Tabei (1939 – 2016), alpinista e primeira mulher a chegar ao cume do Monte Everest, em 1975